# آنیا آوشید

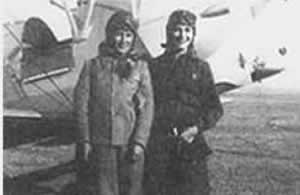

آنیا ویکتوریا آوشید (۱۳۰۰ در تهران - ۱۳۸۴) نخستین زن خلبان ایرانی بود که در شهریورماه ۱۳۲۳ توانست در باشگاه هواپیمایی کشوری دوره ی کامل خلبانی را بگذراند. 

## زندگی
آنیا دختر سرهنگ اسکندر آوشید بود.
وی نخستین پرواز خود را در پس از شش ماه آموزش در فرودگاه دوشان‌تپه انجام داد. با شروع جنگ جهانی دوم آموزش وی نیز ناقص ماند، اما باشگاه خلبانی در اردیبهشت ۱۳۲۱ فعالیت خود را دوباره آغاز کرد و آموزش‌ها از سر گرفته شد. او اولین زنی است که توسط «ایرانین ایرویز» در سال ۱۳۲۵ استخدام شد و اولین پرواز خود را به عنوان کمک خلبان با هواپیمای DC3 انجام داد، اما پس از مدت کوتاهی به دلیل نامعلومی این حرفه را ترک کرد.
۲۷ شهریور ۱۳۲۲ بعد از اتمام دوره آموزشی پرواز و دوره‌های علمی، او و ۲۱ تن دیگر از دانشجویان مدرک پرواز خود را دریافت کردند.

## سایر فعالیت‌ها
- بازی در فیلم طوفان زندگی ۱۳۲۷ ساخته علی دریابیگی[۵][۶]